# Мичурино (Мордовия)
Мичу́рино — село в Чамзинском районе Мордовии. Административный центр Мичуринского сельского поселения.

## География
Расположено на р. Турлейке, в 20 км от районного центра и 15 км от железнодорожной станции Нуя.

## Этимология
Название — антропоним: старое Собаченки — от прозвища или фамилии Собакин, упоминавшихся в актовых документах со 2-й половины XIV в.; новое — в честь биолога И. В. Мичурина.

## История
На месте современного Мичурина в 1513 г. опальный князь Я. Круглов основал хутор Круглая Поляна из 11 дворов. После его смерти хутор перешёл во владение служилых татар, братьев Собакаевых. Отмечен в архивных документах князя Е. Криницына «Служилые татары» (1643). 
До реформы Екатерины II село принадлежало Верхалатырскому стану, Алатырского уезда. С 1796 г. в Ардатовском уезде. 
В «Списке населённых мест Симбирской губернии» (1863) Собаченки (при р. Сизналейке) — село удельное из 67 дворов (916 жителей) Ардатовского уезда, Апраксинской волости. В 1867 г. была построена деревянная церковь во имя великомученика Димитрия Солунского и открыта церковно-приходская школа. В 1909 г. школа перешла в новое здание. Церковь закрыта после установления советской власти, храм использовался в хозяйственных целях. В 1970-х годах здание церкви прошло обследование, было признано памятником архитектуры республиканского значения и поставлено на государственную охрану, что не помешало довести памятник до полного разорения в 1980-х годах.
Количество жителей: в 1863 г. — 916, в 1886 г. — 816, в 1913 г. - 1310. 
В 1929—1930 гг. был образован колхоз «Садовод», с 1992 г. — СХПК. В современной инфраструктуре села — средняя школа, Дом культуры, отделение связи, магазины.
Численность по данным Всероссийской переписи населения 2020 г. - 350 человек.

## Население
| 2002 | 2010 |
| ---- | ---- |
| 458  | ↘412 |

## Источник
- Энциклопедия Мордовия, А. И. Сырескин.
- Администрация Мичуринского сельского поселения. Официальный сайт.